# 밀리언마켓의 음반
다음은 밀리언마켓에서 발매한 음반 목록이다.

## 2010년대
- 2015년 8월 18일 야콥, 우태운 - [Digital Single] XXX[1]
- 2015년 11월 24일 수란 - [Digital Single] Calling In Love
- 2016년 4월 8일 우태운 - [Digital Single] 내꺼 빼껴
- 2016년 4월 29일 수란 - 딴따라 OST Part.2[2]
- 2016년 6월 10일 수란 - [Digital Single] 땡땡땡
- 2016년 7월 16일 우태운 - 쇼미더머니 5 Episode 5[3]
- 2016년 7월 20일 우태운 - [Digital Single] Merry Summer[4]
- 2016년 7월 26일 수란 - [Digital Single] Beside Me[5]
- 2016년 7월 27일 수란 - [Digital Single] 땡땡땡 Remix
- 2016년 8월 6일 수란 - [Digital Single] 떠날랏꼬
- 2016년 8월 16일 페노메코 - [Digital Single] For You
- 2016년 9월 8일 수란 - 질투의 화신 OST Part.3
- 2016년 9월 20일 우태운 - [Digital Single] Fine Apple
- 2016년 10월 20일 수란 - 노래의 탄생 TRACK 3[6]
- 2016년 10월 27일 수란 - 노래의 탄생 TRACK 4[7]
- 2016년 11월 10일 수란 - 노래의 탄생 TRACK 6[8]
- 2016년 11월 17일 수란 - 노래의 탄생 TRACK 7[9]
- 2016년 12월 8일 수란 - [Digital Single] 겨울새
- 2017년 3월 1일 페노메코 - [Digital Single] FLIM
- 2017년 3월 4일 수란 - 힘쎈여자 도봉순 OST Part.2
- 2017년 3월 14일 수란 - 피고인 OST Part.3
- 2017년 3월 26일 수란 - 크로스컨트리 OST Part.3
- 2017년 4월 9일 수란 - 크로스컨트리 OST Part.4[10]
- 2017년 4월 27일 수란 - [Digital Single] 오늘 취하면[11]
- 2017년 6월 2일 수란 - Walkin`
- 2017년 7월 5일 수란 - 군주 - 가면의 주인 OST Part.15
- 2017년 7월 12일 체리팩토리 - 화풀어
- 2017년 8월 1일 수란 - 조작 OST Part.1
- 2017년 8월 11일 페노메코 - [Digital Single] HUNNIT
- 2017년 8월 16일 수란 - [Digital Single] 슬픈 아픔
- 2017년 8월 31일 체리팩토리 - [Digital Single] Go To The Sea
- 2017년 9월 2일 페노메코 - 쇼미더머니 6 Episode 5[12]
- 2017년 9월 5일 페노메코 - [Digital Single] Fresh Up[13]
- 2017년 10월 29일 우태운 - [Digital Single] 믹스나인 Part.1
- 2017년 11월 10일 수란 - [Digital Single] 러브스토리 (Love Story)
- 2017년 11월 19일 우태운 - [Digital Single] 믹스나인 Part.3
- 2018년 1월 14일 우태운 - [Digital Single] 믹스나인 Part.5
- 2018년 1월 20일 수란 - 화유기 OST Part.4
- 2018년 1월 30일 페노메코 - [Digital Single] L.I.E
- 2018년 3월 22일 페노메코 - [Digital Single] Good Morning
- 2018년 4월 28일 페노메코 - [Digital Single] 브레이커스 Part.2[14]
- 2018년 4월 28일 임채언 - [Digtal Single] 문득
- 2018년 5월 10일 손은채, 조사랑 - [Digital Single] 내꺼야 (Pick Me)[15]
- 2018년 5월 18일 챈슬러 - [Digital Single] We Own The Night[16]
- 2018년 6월 22일 릴리 - [Digital Single] 20 (Twenty)
- 2018년 6월 22일 오담률 - [Digital Single] #CH
- 2018년 7월 14일 수란 - [Digital Single] 즐거운 식탁
- 2018년 7월 21일 오담률 - [Digital Single] 북 Remix[17]
- 2018년 8월 15일 페노메코 - [Digital Single] Coco Bottle
- 2018년 9월 19일 성담 - '마성의 기쁨 OST Part.2
- 2018년 10월 2일 릴리 - [Digital Single] 너를 닮아
- 2018년 10월 10일 수란 - 내 뒤에 테리우스 OST Part.2
- 2018년 11월 10일 Coogie - [Digital Single] Wifey
- 2018년 10월 20일 Coogie - 쇼미더머니 777 Episode 3[18]
- 2018년 10월 31일 MOON - [Digital Single] Million
- 2018년 11월 10일 Coogie - 쇼미더머니 777 Final[19]
- 2018년 11월 28일 박도하 - [Digital Single] 달빛[20]
- 2018년 12월 4일 릴리 - 은주의 방 OST Part.3
- 2018년 12월 7일 Coogie - EMO #1
- 2018년 12월 20일 페노메코 - Garden
- 2018년 12월 21일 릴리 - 강남스캔들 OST Part.2
- 2019년 1월 5일 GirlNexxtDoor - [Digital Single] GXXD
- 2019년 1월 25일 임채언 - [Digital Single] 화인
- 2019년 2월 2일 지젤 - [Digital Single] 받지마
- 2019년 2월 15일 Coogie - 좀 예민해도 괜찮아 2 OST Part.2[21]
- 2019년 2월 19일 수란 - [Digital Single] 그놈의 별
- 2019년 2월 26일 오담률, 하이컬러 - [Digital Single] MILLION PUZZLE [The First Piece]
- 2019년 3월 3일 수란 - [Digital Single] 그놈의 별
- 2019년 3월 11일 릴리 - [Digital Single] 나만 그래
- 2019년 3월 21일 유건민 - [Digital Single] _지마 (X1-MA)[22]
- 2019년 3월 22일 수란 - Jumpin`
- 2019년 4월 5일 오담률 - 열혈사제 OST Part.4
- 2019년 4월 7일 성담 - [Digital Single] 굿나잇 굿밤
- 2019년 4월 11일 Coogie - [Digital Single] Hooligans
- 2019년 5월 1일 챈슬러 - [Digital Single] Angel
- 2019년 5월 7일 페노메코 - [Digital Single] 영화 한 편 찍자
- 2019년 5월 14일 수란,Coogie - 어비스 OST Part.1
- 2019년 5월 20일 릴리 - 수상한 장모 OST Part.1
- 2019년 6월 14일 지젤 - [Digital Single] Better This Way
- 2019년 6월 17일 임채언 - [Digital Single] 잡아[23]
- 2019년 6월 27일 Coogie - [Digital Single] Pipe Down!
- 2019년 7월 4일 성담 - [Digital Single] 비온다
- 2019년 7월 8일 SLO - [Digital Single] Party
- 2019년 7월 11일 구피 - MAKESENSE
- 2019년 7월 19일 수란 - [Digital Single] 서핑해
- 2019년 7월 28일 페노메코 - [Digital Single] Tempo
- 2019년 7월 30일 DAVII - [Digital Single] Would You?
- 2019년 8월 3일 수란 - [Digital Single] 연애플레이리스트4 Part.2
- 2019년 8월 18일 Coogie - [Digital Single] GPS
- 2019년 8월 24일 MOON - [Digital Single] Day n Nite
- 2019년 9월 9일 페노메코 - [Digital Single] if.
- 2019년 9월 21일 구피 - [Digital Single] Downs
- 2019년 9월 24일 Coogie - S.O.S (Sink Or Swim)[24]
- 2019년 9월 27일 임채언 - [Digital Single] All Of Me
- 2019년 9월 29일 김원주 - [Digital Single] Wedding
- 2019년 10월 16일 수란 - 멜로디책방 Part.1, Part.2[25]
- 2019년 10월 23일 수란 - 멜로디책방 Part.3[26]
- 2019년 10월 25일 MC몽 - Channel 8
- 2019년 10월 30일 수란 - 멜로디책방 Part.4[27]
- 2019년 11월 6일 수란 - 멜로디책방 Part.5[28]
- 2019년 11월 7일 페노메코 - ODD[29]
- 2019년 11월 13일 수란 - 멜로디책방 Part.6[30]
- 2019년 11월 15일 릴리 - [Digital Single] 괜찮아지면 안 돼
- 2019년 11월 20일 수란 - 멜로디책방 Part.7, Part.8[31]
- 2019년 11월 29일 수란 - [Digital Single] 널 기다리고 있을게
- 2019년 12월 5일 Coogie - [Digital Single] Right Away
- 2019년 12월 8일 GirlNexxtDoor,구피 - [Digital Single] Done[32]

## 2020년대
- 2020년 1월 24일 성담 - The Moon Remembers
- 2020년 2월 21일 MOON - [Digital Single] Woo
- 2020년 3월 1일 Coogie - [Digital Single] North Face
- 2020년 4월 8일 수란 - 그 남자의 기억법 OST Part.4
- 2020년 4월 10일 MC몽 - [Digital Single] X by X [결핍][33]
- 2020년 4월 17일 김원주,MC몽 - [Digital Single] Spring
- 2020년 5월 1일 수란 - [Digital Single] 봄은 너니까[34]
- 2020년 5월 26일 MOON - [Digital Single] 이 밤이
- 2020년 5월 28일 수란 - 영혼수선공 OST Part.3
- 2020년 5월 29일 Coogie - [Digital Single] Fadeaway[35]
- 2020년 6월 2일 MC몽 - 저녁 같이 드실래요 OST Part.2
- 2020년 6월 5일 오담률 - 소년챔프
- 2020년 7월 1일 신용재 - DEAR
- 2020년 7월 9일 수란 - [Digital Single] Relax Moment
- 2020년 7월 16일 오담률 - [Digital Single] Dingo X 오담률 (김농밀)
- 2020년 8월 4일 챈슬러 - [Digital Single] Walking In The Rain[36]
- 2020년 8월 24일 지젤 - [Digital Single] EDEN_STARDUST2 vol.03[37]
- 2020년 9월 3일 신용재 - 악의 꽃 OST Part.3
- 2020년 9월 19일 Coogie - [Digital Single] Life Goes On
- 2020년 10월 14일 챈슬러,지젤,MOON - [Digital Single] Automatic[38]
- 2020년 10월 21일 MOON - [Digital Single] 밤거리
- 2020년 11월 5일 수란,챈슬러,지젤,MOON - [Digital Single] Automatic Remix[39]
- 2020년 11월 24일 수란 - [Digital Single] The Door
- 2020년 11월 25일 2F - [Digital Single] 2020년 11월 어느 가을밤
- 2020년 12월 3일 수란 - 바람피면 죽는다 OST Part.1
- 2020년 12월 5일 오담률 - [Digital Single] 금붕어의 꿈
- 2020년 12월 11일 신용재 - [Digital Single] 너로 물든다 (바른연애 길잡이 X 신용재 (2F))
- 2021년 1월 1일 수란 - 도시남녀의 사랑법 OST Part.1
- 2021년 1월 6일 2F - 런 온 OST Part.6
- 2021년 1월 27일 수란 - [Digital Single] Mine with KozyPop[40]
- 2021년 2월 4일 신용재 - [Digital Single] 비긴어게인 오픈마이크 Episode 6[41]
- 2021년 2월 9일 2F - 리플레이 OST Part.3
- 2021년 2월 16일 2F - [Digital Single] 너와 나의 내일
- 2021년 3월 2일 MC몽 - FLOWER9
- 2021년 3월 12일 지젤 - [Digital Single] Language
- 2021년 4월 11일 MOON - [Digital Single] 저 달
- 2021년 5월 17일 Coogie - [Digital Single] Up & Down
- 2021년 6월 3일 신용재 - [Digital Single] Psycho Tension Vol.1
- 2021년 6월 20일 2F - [Digital Single] X by X [기억][42]
- 2021년 7월 4일 Coogie - I Got A Feeling
- 2021년 7월 11일 지젤 - [Digital Single] Secret
- 2021년 8월 14일 신용재 - [Digital Single] [Vol.107] 유희열의 스케치북 : 예순 아홉번째 목소리 '유스케 X 신용재'
- 2021년 8월 14일 Coogie - [Digital Single] Fast (스터디그룹 X 개코, 쿠기 (Coogie))[43]
- 2021년 8월 16일 박도하 - [Digital Single] Dear.My Side
- 2021년 8월 16일 우태운, 아이원 - [Digital Single] VACCINE
- 2021년 8월 28일 2F - [Digital Single] [Vol.108] 유희열의 스케치북 : 일흔번째 목소리 '유스케 X 2F'
- 2021년 10월 21일 MOON - 홈타운 OST Part.2
- 2021년 10월 23일 우태운,아이원 - [Digital Single] 알아줘
- 2021년 10월 24일 신용재 - [Digital Single] 마지막 '고백'
- 2021년 11월 20일 지젤 - [Digital Single] 가사
- 2021년 11월 26일 오담률 - [Digital Single] HGBS
- 2021년 11월 28일 2F - if
- 2021년 12월 8일 신용재 - [Digital Single] 그 남자 그 여자 (REVIBE Vol.6)[44]
- 2021년 12월 30일 MC몽 - 20th Anniversary Edition[45]
- 2021년 12월 31일 MOON - [Digital Single] 눈동자
- 2022년 1월 21일 MC몽 - [Digital Single] X by X [꿈][46]
- 2022년 3월 21일 우태원, 아이원 - [Digital Single] 사랑했다 (Loved)
- 2022년 4월 3일 MOON - 사내맞선 OST Part.10
- 2022년 5월 8일 MOON,지젤 - [Digital Single] Only U
- 2022년 5월 25일 오담률 - [Digital Single] 핫소스 가요제(알뽀칠)[47]
- 2022년 5월 30일 MOON - Lucky Charms!
- 2022년 6월 8일 신용재 - 사계
- 2022년 7월 24일 신용재 - 환혼 OST Part.5
- 2022년 8월 6일 신용재 - Listen-Up(리슨업) EP.2[48]
- 2022년 8월 13일 MOON - Listen-Up(리슨업) EP.3[49]
- 2022년 9월 4일 지젤 - Therapy Session
- 2022년 9월 22일 오담률 - 굿잡 OST Part.5[50]
- 2022년 10월 7일 신용재 - [Digital Single] 매일 멀어지는 사이
- 2022년 10월 15일 MOON - [Digital Single] 비긴어게인 오픈마이크 EPISODE. 37
- 2022년 10월 16일 2F - [Digital Single] My First Love (나와 결혼해 줄래요)[51]
- 2022년 10월 29일 지젤 - [Digital Single] Way U Are
- 2022년 11월 16일 신용재 - [Digital Single] 그 남자의 일기장 - 두 번째 페이지
- 2022년 11월 20일 2F - [Digital Single] 너만, 너만
- 2022년 11월 28일 신용재 - 재벌집 막내아들 OST Part.2
- 2022년 12월 12일 MOON - 서울체크인 OST Part.12
- 2022년 12월 13일 김농밀 - [Digital Single] 결혼 행진곡
- 2023년 1월 13일 MOON - [Digital Single] Never Let Me Go
- 2023년 3월 20일 2F - [Digital Single] 헤어질 리 없잖아
- 2023년 5월 12일 지젤 - 우리가 사랑했던 모든 것 OST Part.2[52]
- 2023년 5월 18일 2F - [Digital Single] 꽃처럼 피어올라
- 2023년 5월 27일 지젤 - [Digital Single] Enemy
- 2023년 9월 13일 MOON - [Digital Single] My Time
- 2023년 11월 28일 MOON - [Digital Single] Don't Say